# حامد جعفری
حامد جعفری (زاده ۱۳۶۴ - تهران) تهیه‌کننده سینما و انیمیشن اهل ایران است، او دانش‌آموخته مدیریت کسب و کار در صنایع فرهنگی و رشته اقتصاد و رئیس هیئت مدیره گروه هنر پویا می‌باشد. جعفری فعالیت حرفه‌ای خود را با تهیه‌کنندگی انیمیشن سینمایی، در سینما آغاز کرد و از سال ۱۳۹۱ تا کنون عضو رسمی اتحادیه تهیه‌کنندگان سینمای ایران و عضو خانه سینما است. او تهیه‌کنندگی پرفروش‌ترین انیمیشن‌های تاریخ سینمای ایران شاهزاده روم و فیلشاه و همچنین انیمیشن سینمایی «بچه زرنگ» را بر عهده داشته و موفق به کسب سیمرغ بلورین بهترین انیمیشن از جشنواره فجر و دیپلم افتخار از هجدهمین جشن سینمای ایران شده است. وی عضو هیئت داوران سینمای ایران در سی دومین جشنواره بین‌المللی فیلم‌های کودکان و نوجوانان و یازدهیمن جشنواره بین‌المللی انیمیشن تهران نیز بوده است.

## فیلم‌شناسی
تهیه‌کنندگی سینما
- انیمیشن سینمایی بچه زرنگ (۱۴۰۲)
- انیمیشن سینمایی فیلشاه (۱۳۹۷)
- انیمیشن سینمایی شاهزاده روم (۱۳۹۴)
- انیمیشن سینمایی ۹:۲۰ در بوشهر (۱۳۹۱)

تهیه‌کنندگی سریال
- سریال بچه زرنگ (۱۴۰۳)
- سریال پویانمایی نوروز آن سال‌ها (۱۳۹۲)
- سریال پویانمایی دره زنجفیل (۱۳۸۹)
- سریال پویانمایی درنگ (۱۳۹۲)

تهیه‌کنندگی اثر کوتاه
- انیمیشن کوتاه نمازباران (۱۳۸۸)
- انیمیشن کوتاه پروانه زیبا (۱۳۸۹)
- انیمیشن کوتاه مردی که خودش را کشت (۱۳۹۵)
- انیمیشن کودکان (Kids) (۱۳۹۳)
- میلاد موعود[۴]

## جوایز و افتخارات
- دریافت سیمرغ بهترین پویانمایی چهل و یکمین دوره جشنواره بین‌المللی فیلم فجر برای تهیه‌کنندگی انیمیشن سینمایی «بچه زرنگ»[۵]
- نامزد بهترین فیلم چهل و یکمین دوره جشنواره بین‌المللی فیلم فجر برای انیمیشن سینمایی «بچه زرنگ»
- نامزد بهترین کارگردانی چهل و یکمین دوره جشنواره بین‌المللی فیلم فجر برای انیمیشن سینمایی «بچه زرنگ»
- نامزد بهترین فیلمنامه چهل و یکمین دوره جشنواره بین‌المللی فیلم فجر برای انیمیشن سینمایی «بچه زرنگ»
- نامزد بهترین صداگذاری چهل و یکمین دوره جشنواره بین‌المللی فیلم فجر برای انیمیشن سینمایی «بچه زرنگ»
- نامزد بهترین موسیقی متن چهل و یکمین دوره جشنواره بین‌المللی فیلم فجر برای انیمیشن سینمایی «بچه زرنگ»[۶]
- نامزد بهترین تدوین چهل و یکمین دوره جشنواره بین‌المللی فیلم فجر برای انیمیشن سینمایی «بچه زرنگ»[۷]
- دریافت دیپلم افتخار و جایزه ویژه سی و ششمین دوره جشنواره بین‌المللی فیلم فجر برای تهیه کنندگی انیمیشن سینمایی فیلشاه[۸]
- دریافت تندیس بهترین دستاورد فنی هجدهمین جشن حافظ برای انیمیشن سینمایی فیلشاه
- نامزد بهترین موسیقی فیلم بیستمین جشن سینمای ایران (جشن خانه سینما) برای انیمیشن سینمایی فیلشاه[۹]
- دریافت دیپلم افتخار و جایزه ویژه سی و سومین دوره جشنواره فیلم فجر برای تهیه‌کنندگی انیمیشن سینمایی شاهزاده روم[۱۰]
- دریافت دیپلم افتخار هجدهمین جشن سینمای ایران (جشن خانه سینما) برای تهیه‌کنندگی اثر سینمایی شاهزاده روم[۱۰]

## داوری و مربیگری
- داور سی و پنجمین دوره جشنواره بین‌المللی فیلم‌های کودکان و نوجوان (۱۴۰۲)[۱۱]
- داور چهلمین دوره جشنواره بین‌المللی فیلم کوتاه تهران (۱۴۰۲)[۱۲]
- داور بخش سیمرغ فیلم‌های کوتاه چهلمین دوره جشنواره بین‌المللی فیلم فجر (۱۴۰۰)
- داور مسابقه سینمای ایران در سی و چهارمین دوره جشنواره بین‌المللی فیلم‌های کودکان و نوجوانان (۱۴۰۰)
- داور بیست و یکمین جشن سینمای ایران (خانه سینما) (۱۳۹۸)
- عضو هیئت انتخاب و داور مسابقه سینمای ایران در سی و دومین دوره جشنواره بین‌المللی فیلم‌های کودکان و نوجوانان (۱۳۹۸)[۱۳]
- داور یازدهمین جشنواره بین‌المللی انیمیشن تهران (۱۳۹۷)[۱۴]
- داور بخش انیمیشن نهمین دوره جشنواره بین‌المللی سیمرغ (۱۳۹۷)
- مربی (منتور) ششمین المپیاد فیلم‌سازی نوجوانان ایران (۱۴۰۲)[۱۵]